# نابودگر درد
نابودگر درد (به انگلیسی: Painkiller) عنوان دوازدهمین آلبوم استودیویی گروه هوی متال انگلیسی جوداس پریست است که در ۱۹۹۰ با همکاری شرکت نشر کلمبیا رکوردز منتشر شد. این آلبوم برنده جایزه گلد بریتانیا در ۱۹۹۰ شده است. ضبط این آلبوم از استودیویی در فرانسه آغاز و در استودیویی در هلند میکس و پایان یافت. در این آلبوم اسکات تراویس اولین حضور خود را با جوداس پریست تجربه می کند. در مه ۲۰۰۱ نسخه دوباره ضبط شده این آلبوم بر روی سی‌دی منتشر شد.آلبوم نابودگر درد در بیستم فوریه ۱۹۹۱ در سی و سومین مراسم جایزه گرمی، نامزد دریافت جایزه بهترین اثر موسیقی متال شد.

## فهرست آهنگ‌ها
آهنگسازی تمامی آهنگ‌های این آلبوم توسط راب هالفرد، گلن تیپتون و کی.کی. داونینگ انجام شده است.
| شماره | نام آهنگ              | مدت  |
| ----- | --------------------- | ---- |
| ۱     | «نابودگر درد          | ۶:۰۶ |
| ۲     | «پاسدار دوزخ»         | ۳:۳۵ |
| ۳     | «تمام تفنگ‌ها آتش»     | ۳:۵۶ |
| ۴     | «شورش چرمی»           | ۳:۳۴ |
| ۵     | «ذوب فلز              | ۴:۴۶ |
| ۶     | «خزنده شب»            | ۵:۴۴ |
| ۷     | «میان پتک و سندان»    | ۴:۴۷ |
| ۸     | «لمسی شیطانی»         | ۵:۴۲ |
| ۹     | «سرود نبرد»           | ۰:۵۶ |
| ۱۰    | «یک ضربه به سوی شکوه» | ۶:۴۶ |

دو قطعه زیر به صورت قطعه اهدایی در نسخه منتشر شده در ۲۰۰۱ عرضه شدند:
۱۱. «زندگی کردن خیال‌های بد» - (۵:۲۰)
۱۲. «شورش چرمی» (اجرای زنده در ۱۳سپتامبر ۱۹۹۰، آمریکا، لس آنجلس) - (۳:۳۸)

## سازندگان
- راب هالفرد - خواننده
- گلن تیپتون - گیتار
- کی.کی. داونینگ - گیتار
- یان هیل - گیتار باس
- اسکات تراویس - درامز
- دون آیری - اجرای پیانو برای آهنگ «لمسی از پلیدی»